# 鶴舞南ジャンクション

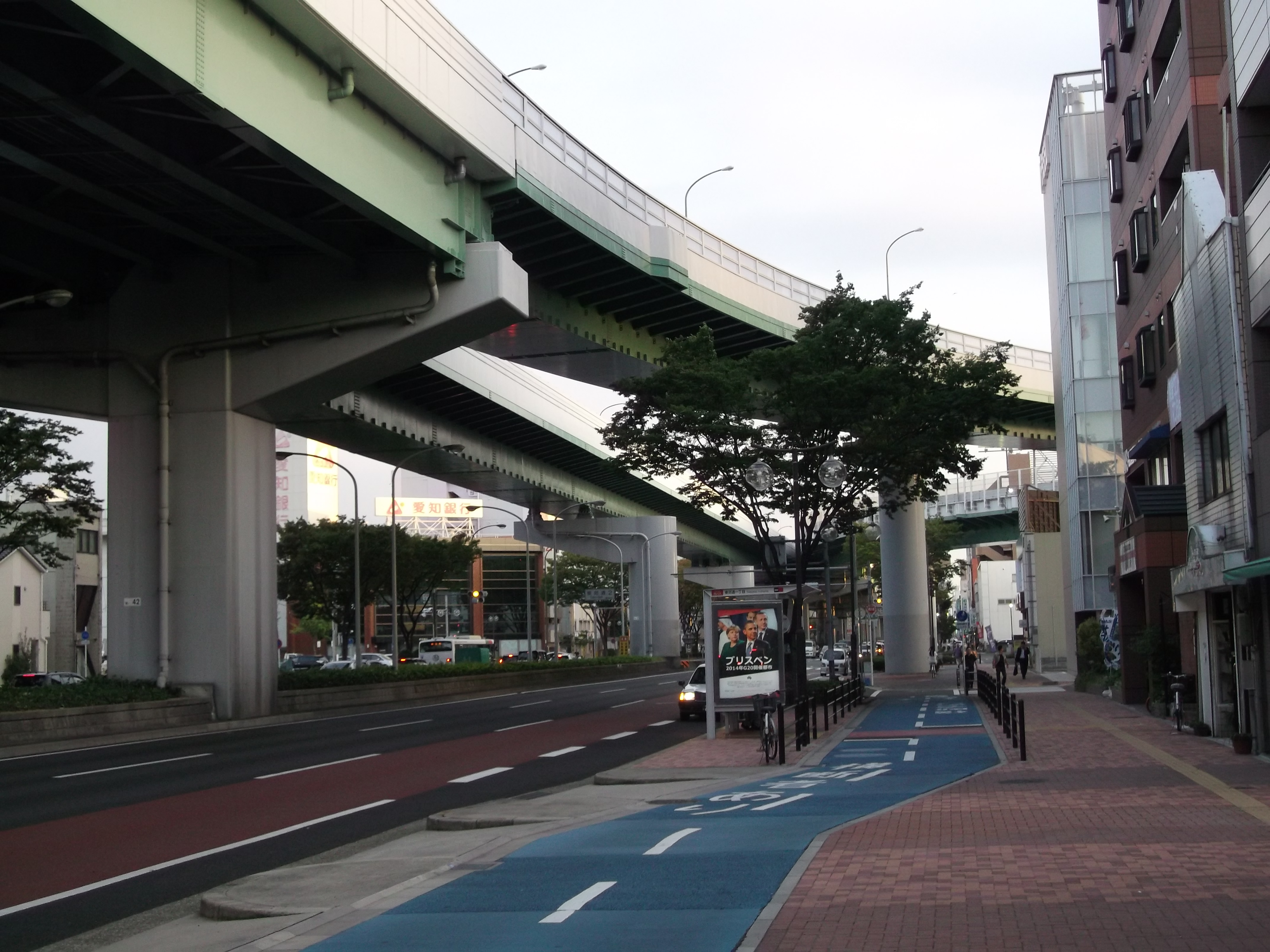
鶴舞南ジャンクション（2014年9月）

鶴舞南ジャンクション（つるまいみなみジャンクション）とは、愛知県名古屋市昭和区にある名古屋高速都心環状線と名古屋高速3号大高線 大高方面が接続するジャンクションである。

## 概要
都心環状線が時計回り一方通行であるため、大高方面から来た車は全て東別院方面へ直通となる。
本ジャンクションでは、都心環状線と3号大高線の合流部が混雑する上事故発生確率が高く、2019年度～2021年度の3年間に47件もの交通事故が発生していた。そのため、交通事故や混雑防止を目的に2022年（令和4年）11月からは3号大高線から都心環状線へ合流する部分の第1車線に車線キープグリーンラインが引かれる。車線キープグリーンラインが設置されるのは名古屋高速道路では初めて。

## 歴史
- 2022年（令和4年）11月 - 車線キープグリーンラインが引かれる[1]。

## 道路
- 名古屋高速都心環状線
- 名古屋高速3号大高線

## 隣
名古屋高速都心環状線
丸田町JCT - 鶴舞南JCT - (R03) 東別院出口
名古屋高速3号大高線
鶴舞南JCT - (301,311) 高辻出入口